# Justizgebäude Reichenspergerplatz

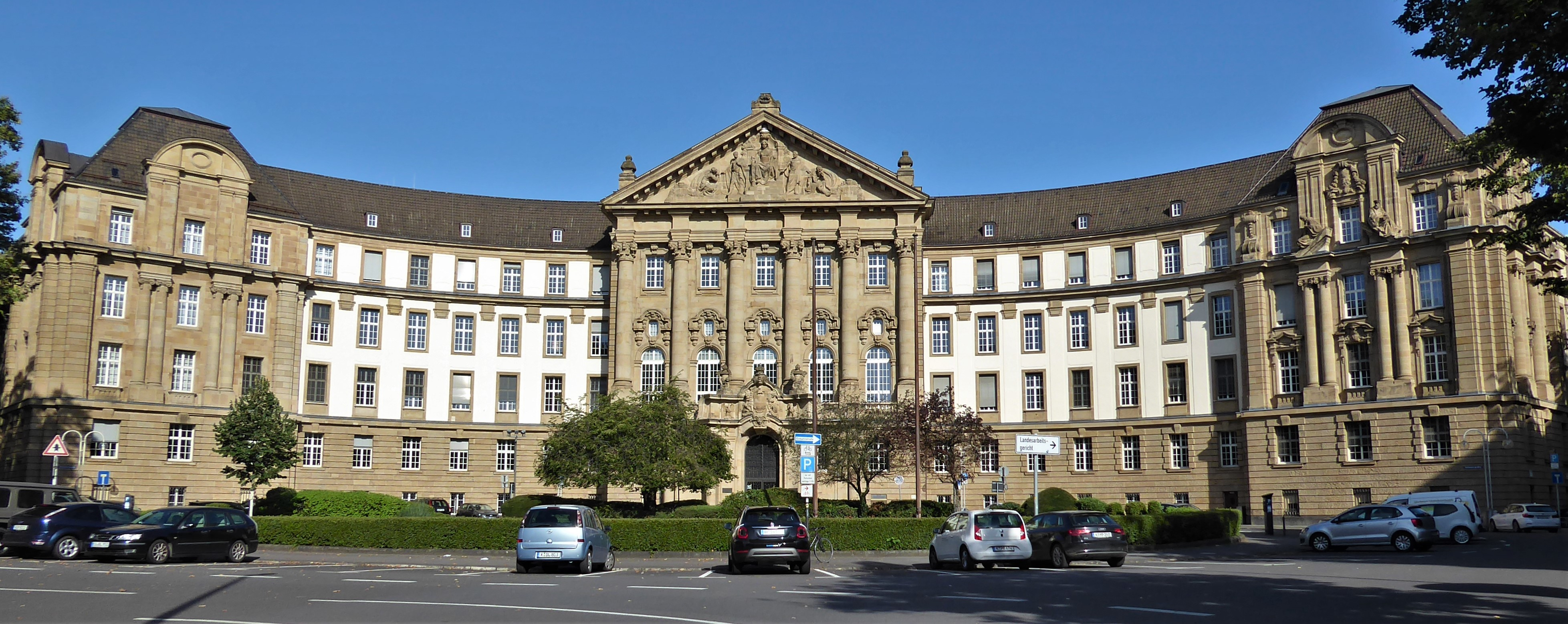
Oberlandesgericht Köln am Reichenspergerplatz

Das Justizgebäude Reichenspergerplatz ist ein historisches Gebäude in Köln-Neustadt-Nord (Reichenspergerplatz 1, 50670 Köln). Das Gebäude, in dem sich heute das Oberlandesgericht Köln, die Generalstaatsanwaltschaft Köln und Teile des Amtsgerichts Köln (Grundbuchamt, Handelsregister, Nachlassgericht, Hinterlegungsabteilung, Kirchenaustrittsstelle, Zwangsversteigerungsgericht und Zahlstelle) befinden, steht unter Denkmalschutz. Seit Ende 2017 ist das Gebäude zudem Sitz der Opferschutzbeauftragten des Landes NRW.

## Geschichte

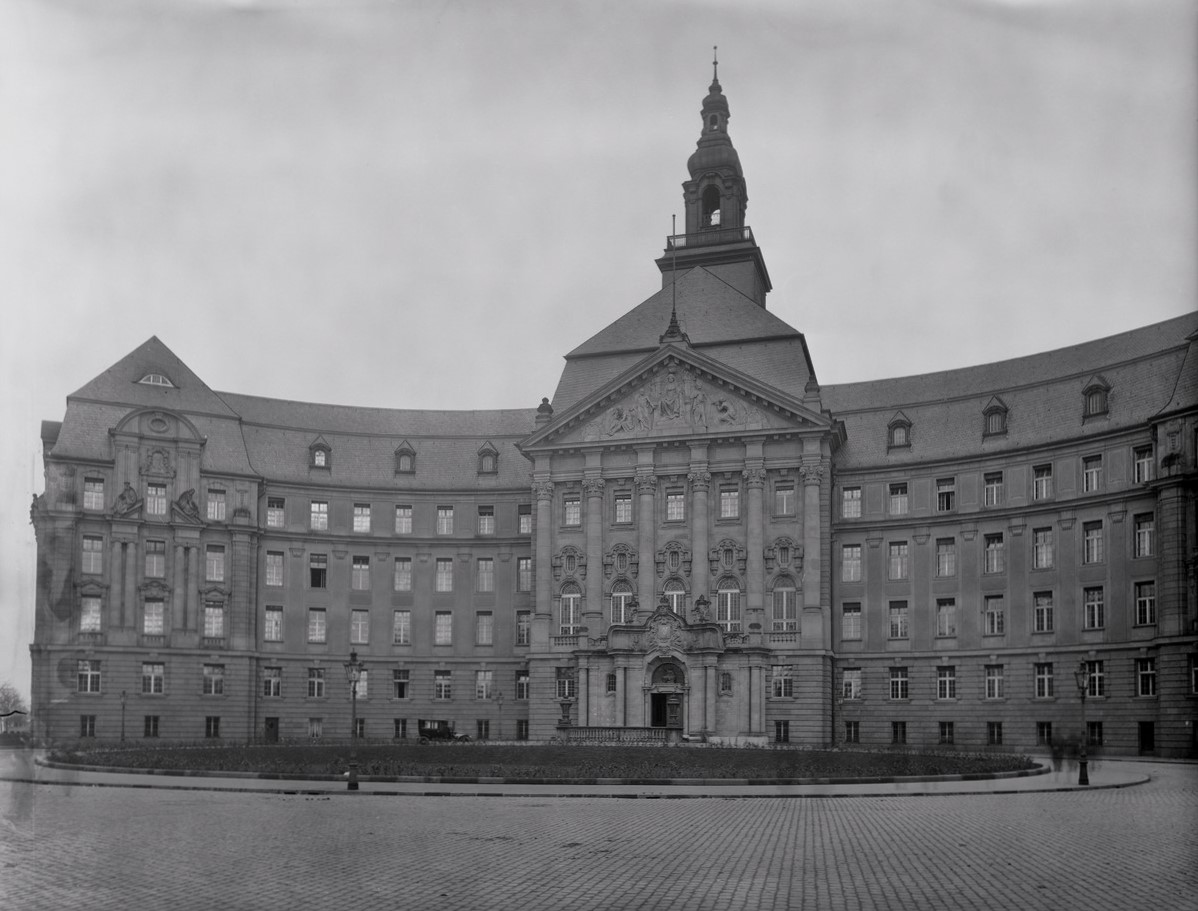
Oberlandesgericht Köln (um 1910)

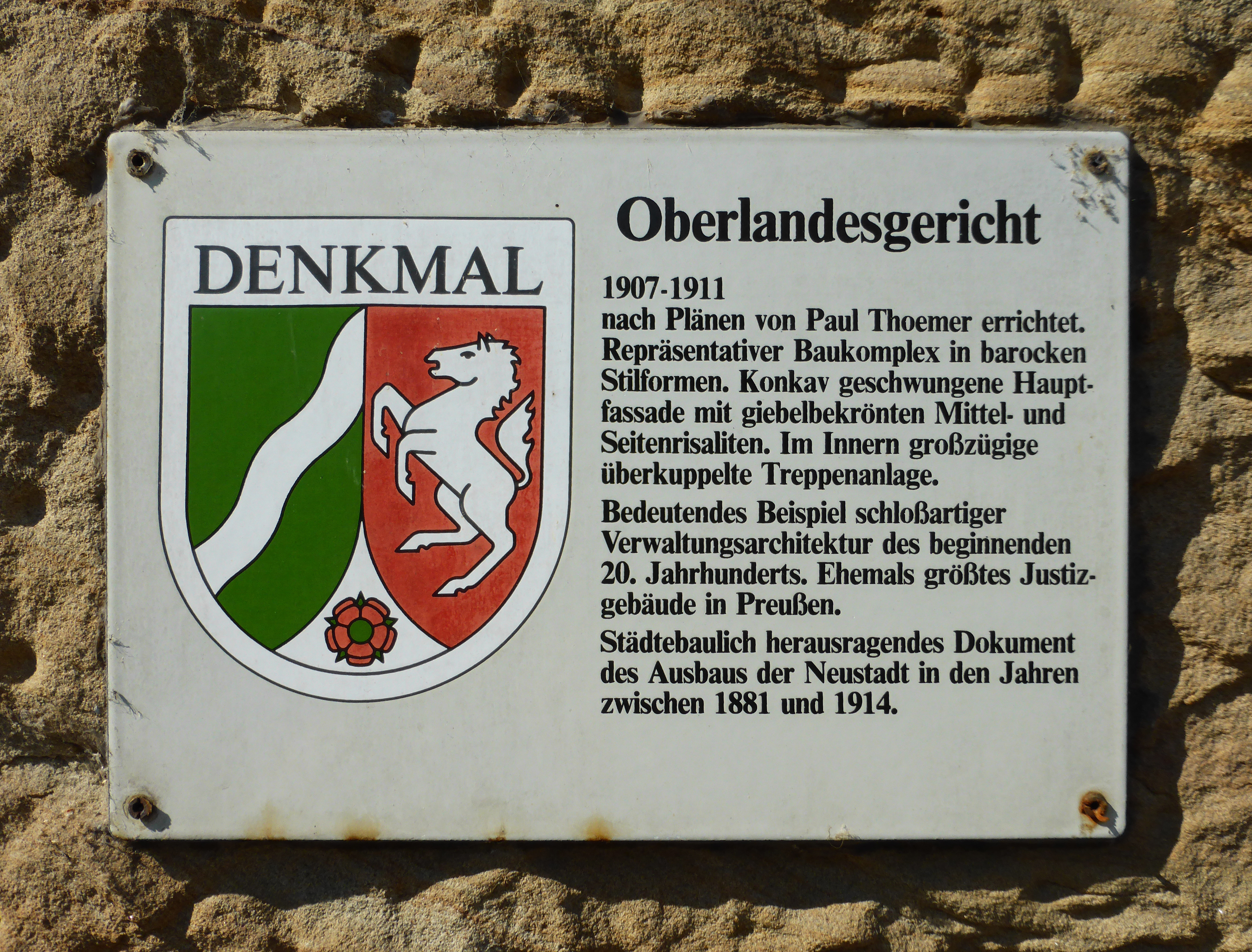
Denkmalinformation

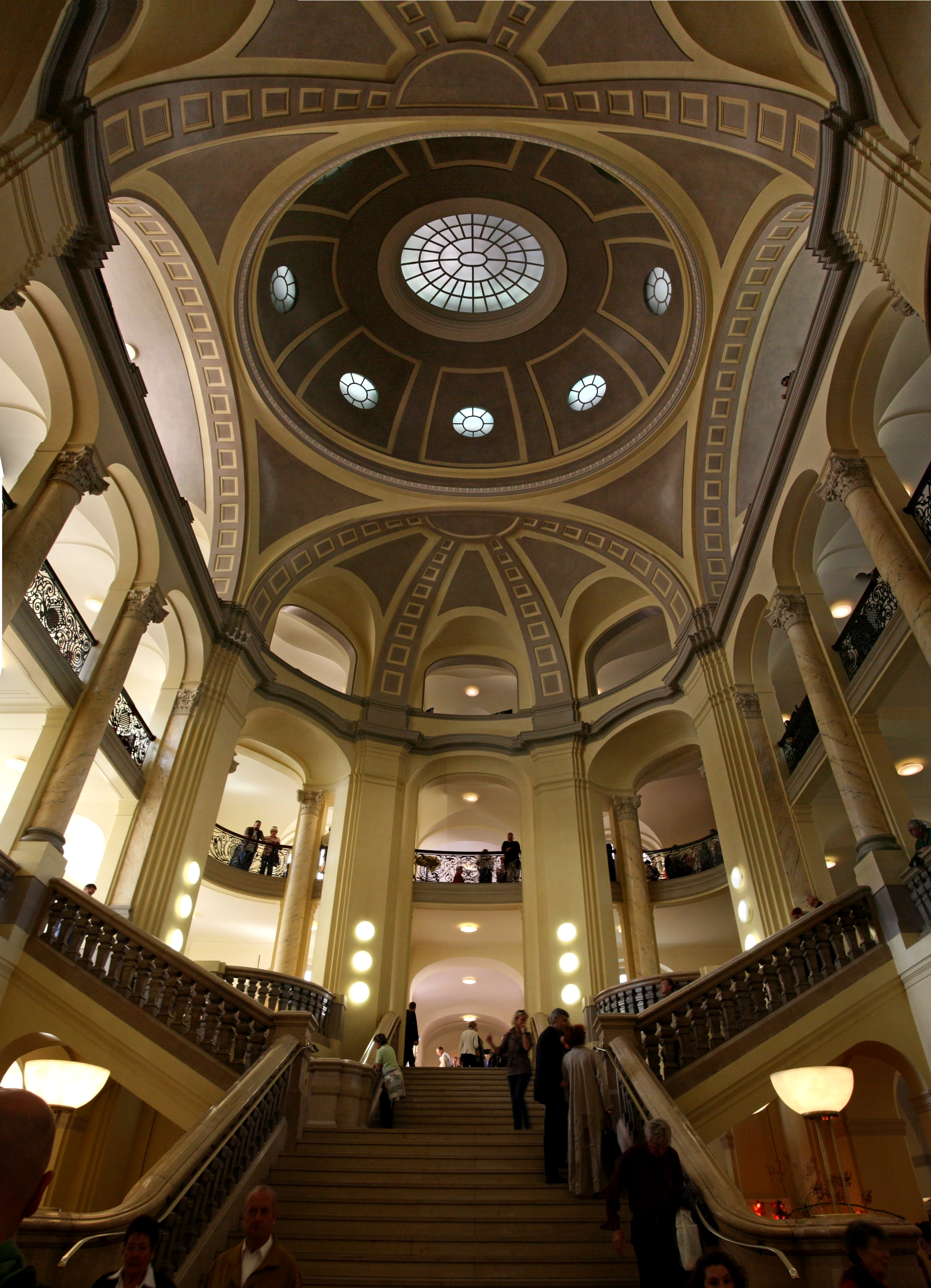
Treppenhaus

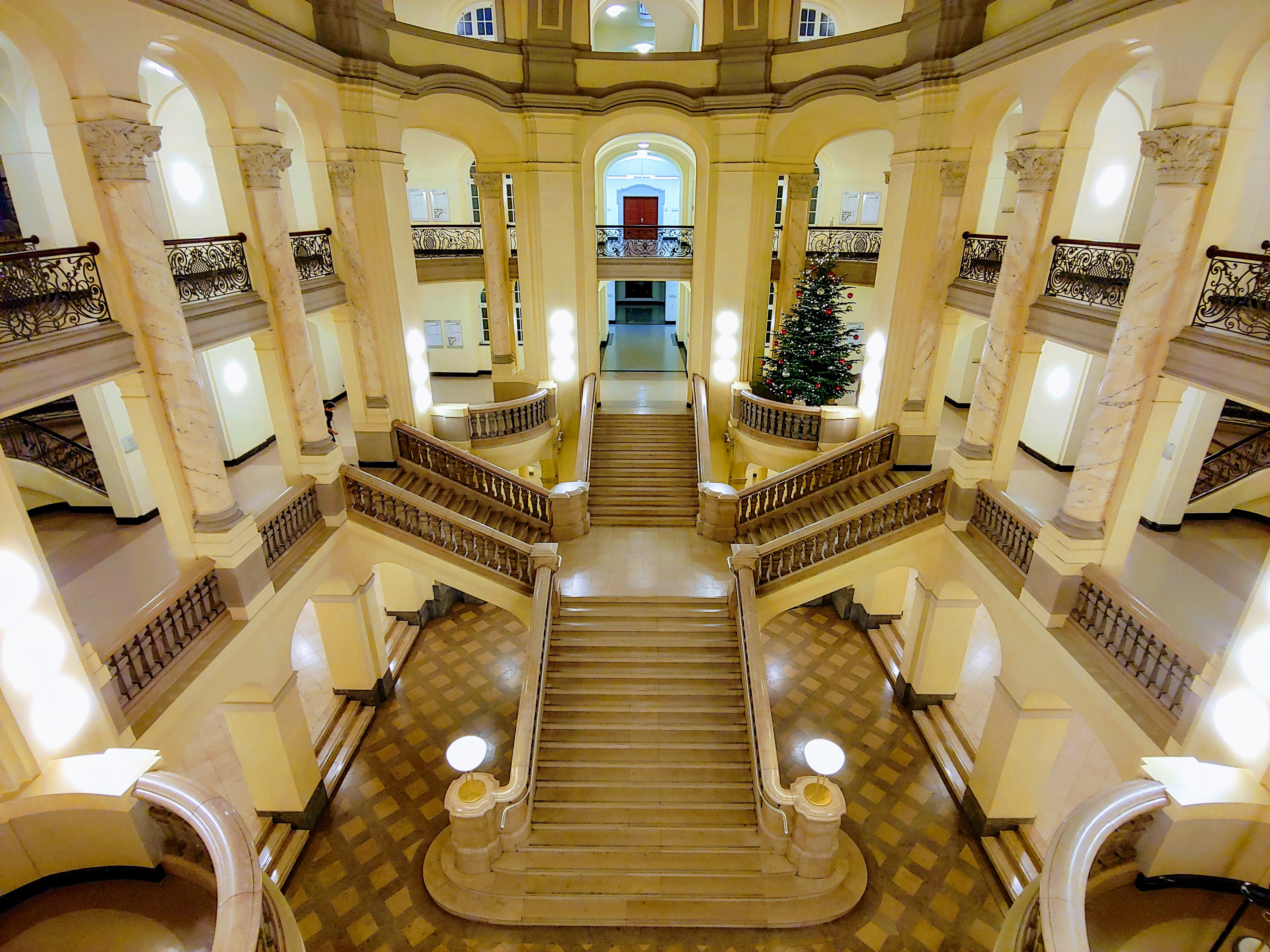
Treppenhaus mit weihnachtlicher Dekoration

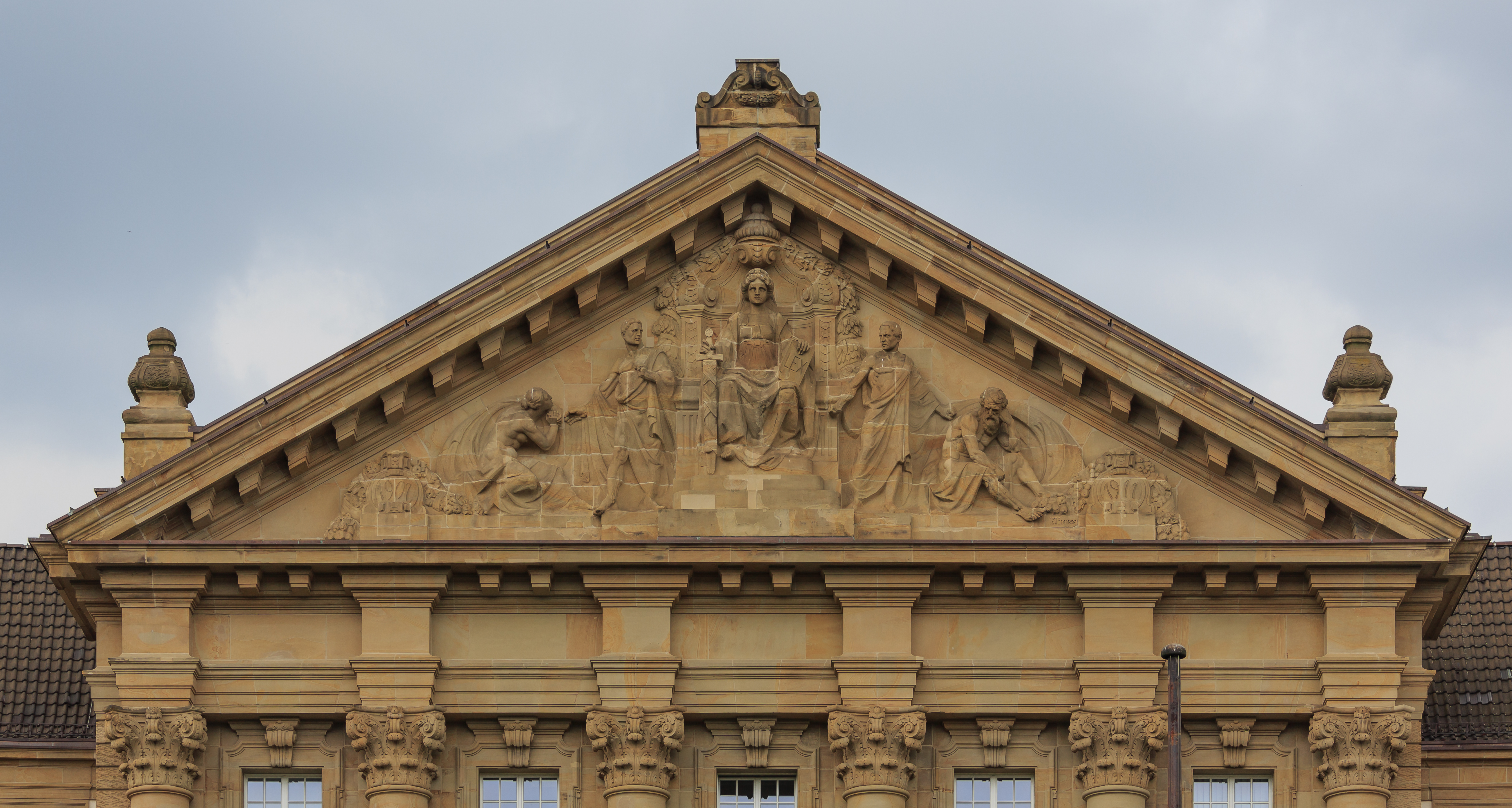
Giebelrelief mit Justitia

Das Oberlandesgericht Köln wurde am 21. Juni 1819 durch König Friedrich Wilhelm III. als Rheinischer Appellationsgerichtshof gegründet. Seinen heutigen Namen Oberlandesgericht erhielt es mit dem Inkrafttreten der Reichsjustizgesetze am 1. Oktober 1879. Das Gebäude wurde nach unter der Leitung des Geheimen Oberbaurats Paul Thoemer ausgearbeiteten Entwürfen des preußischen Ministeriums der öffentlichen Arbeiten erbaut. Der Planer Thoemer, ein auf Gerichtsgebäude spezialisierter Berliner Architekt, hatte bereits 1893 das Justizgebäude am Appellhofplatz errichtet. Dessen Kapazitäten reichten bereits 1907 nicht mehr aus. Deshalb wurde für das Oberlandesgericht sowie für die Zivilkammern des Landgerichts ein ebenfalls von Paul Thoemer entworfener Gerichtsneubau geplant, das Projekt „Justizgebäude am Reichensperger Platz“. Mit der örtlichen Bauleitung waren der Baurat Reinhold Ahrns und die Regierungsbaumeister Hans Erberich sowie Hans Lucht betraut und mit den Bildhauerarbeiten der Bonner Karl Menser. Der Bauplan sah einen Plenarsaal, 35 Sitzungssäle und 400 Geschäftszimmer sowie einige Wohnungen für Bedienstete vor. Er war damals mit einer Grundfläche von 12.500 m² das größte Profangebäude in Köln. Am 10. Oktober 1907 wurde mit den Ausschachtungsarbeiten begonnen, das Gerichtsgebäude wurde am 7. Oktober 1911 seiner Bestimmung übergeben.
Es ergänzte das Justizgebäude am Appellhofplatz, in welchem heute das Verwaltungsgericht Köln und das Finanzgericht Köln untergebracht sind. Zur Zeit der Einweihung im Jahre 1911 war das Gerichtsgebäude das größte in Deutschland und hatte die modernste Ausstattung, mit elektrischem Licht, Fernsprechsammelanlage, Aufzug und elektrischer Entstaubungsanlage.
Nach dem Zweiten Weltkrieg war das Gebäude eine Ruine. In den 1950er Jahren wurde es wiederaufgebaut, wobei große Teile des Fassadenschmucks nicht wiederhergestellt wurden. In den 1980er und 1990er Jahren fand eine umfangreiche Sanierung des Gebäudes statt, bei der das Haupttreppenhaus in seiner originalen Form mit Kuppel wiederhergestellt wurde.

## Architektur
Der historistische Bau mit Souterrain umfasst einen ganzen Häuserblock und wird von fünf Straßen umgeben. Die Hauptfassade mit der Eingangsfront zum Reichenspergerplatz, benannt nach dem Juristen und Politiker August Reichensperger, ist als konkaver Viertelbogen ausgebildet. Es handelt sich um einen feudalen fünfgeschossigen Baukomplex in neobarocker Formensprache, dessen Mittelrisalit durch zwei vorschwingende Seitenflügel gerahmt wird, die gleichfalls in pavillonartigen Risaliten enden. Der speziell auf Wunsch Kaiser Wilhelms II. angebrachte 72 Meter hohe Dachreiter wurde im Zweiten Weltkrieg zerstört und danach nicht mehr aufgebaut. In der Mitte dieser Fassade befindet sich der reich ausgestaltete Risalit mit dem Hauptportal. Der Schmuck besteht aus Säulen, Pilastern, Kapitellen, Konsolen und Skulpturen. Drei große Höfe (Hof A, B und C) und vier kleine Innenhöfe belichten die Innentrakte des Gebäudes. Eine weitere Sehenswürdigkeit innerhalb des Gebäudes ist das Ehrenmal für die gefallenen Justizmitarbeiter des Ersten Weltkrieges, welches sich im ersten Obergeschoss in Flur H befindet.
Über dem Hauptportal ist in einem Fries Justitia dargestellt, die Göttin der Gerechtigkeit. Nach dem Hauptportal gelangt man in die hohe Eingangshalle, die – wie bei vielen Gerichtsgebäuden jener Zeit – mit ihren offenen symmetrischen Treppenläufen den Höhepunkt der Innengestaltung bildet. Über das Zentraltreppenhaus mit Oberlicht erreicht man die Sitzungssäle und Geschäftszimmer. Ferner besitzt das Gebäude sieben weitere Treppenhäuser, jeweils an den Gebäudeecken und den Außenflurmitten, um in ein anderes Geschoss zu gelangen. Die Flure mit einer Gesamtlänge von mehr als vier Kilometer verbinden die Gebäudetrakte. Weiterhin sind innerhalb des Gebäudes mehrere Aufzüge vorhanden.

## Bunker
Vor dem Gebäude unter dem Rasen des Reichenspergerplatz liegt ein Luftschutzbunker von 1942, bestehend aus einer mehrfach abknickenden M-förmigen Röhre von 1,50 m Breite und 2,20 m Höhe und etwa 200 m² Grundfläche. Die nicht eisenbewehrte Betondecke ist ca. 30 Zentimeter dick und liegt etwa 30 Zentimeter unter der Rasenkante. Der Bunker war offiziell für 180 Personen zugelassen. Das Oberlandesgericht Köln nutzte die Anlage bis 1979 als Aktenlager. Er wurde erst 2009 wiederentdeckt und ist nun jeweils am ersten Sonntag des Monats zu besichtigen.

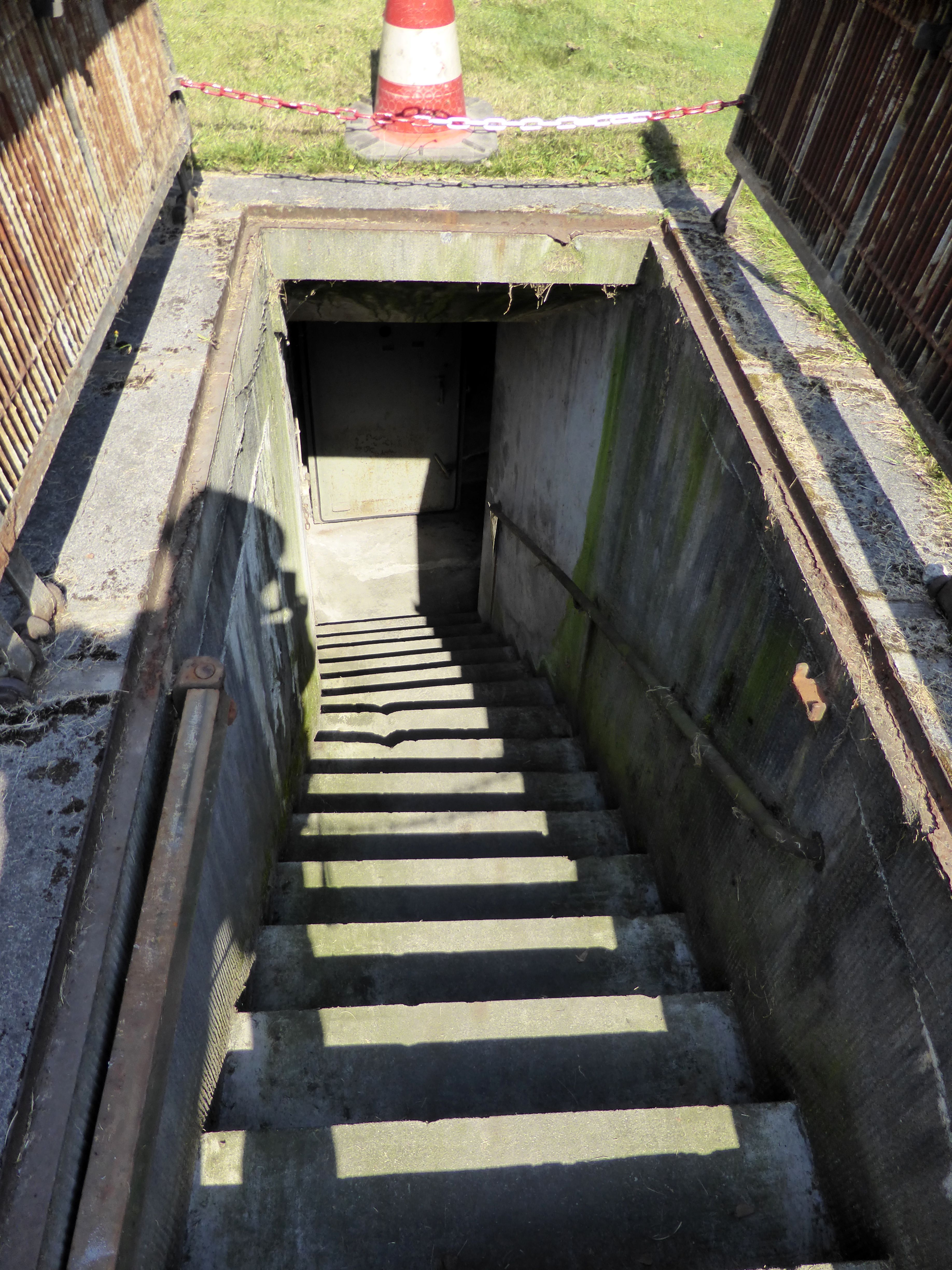
Einstieg
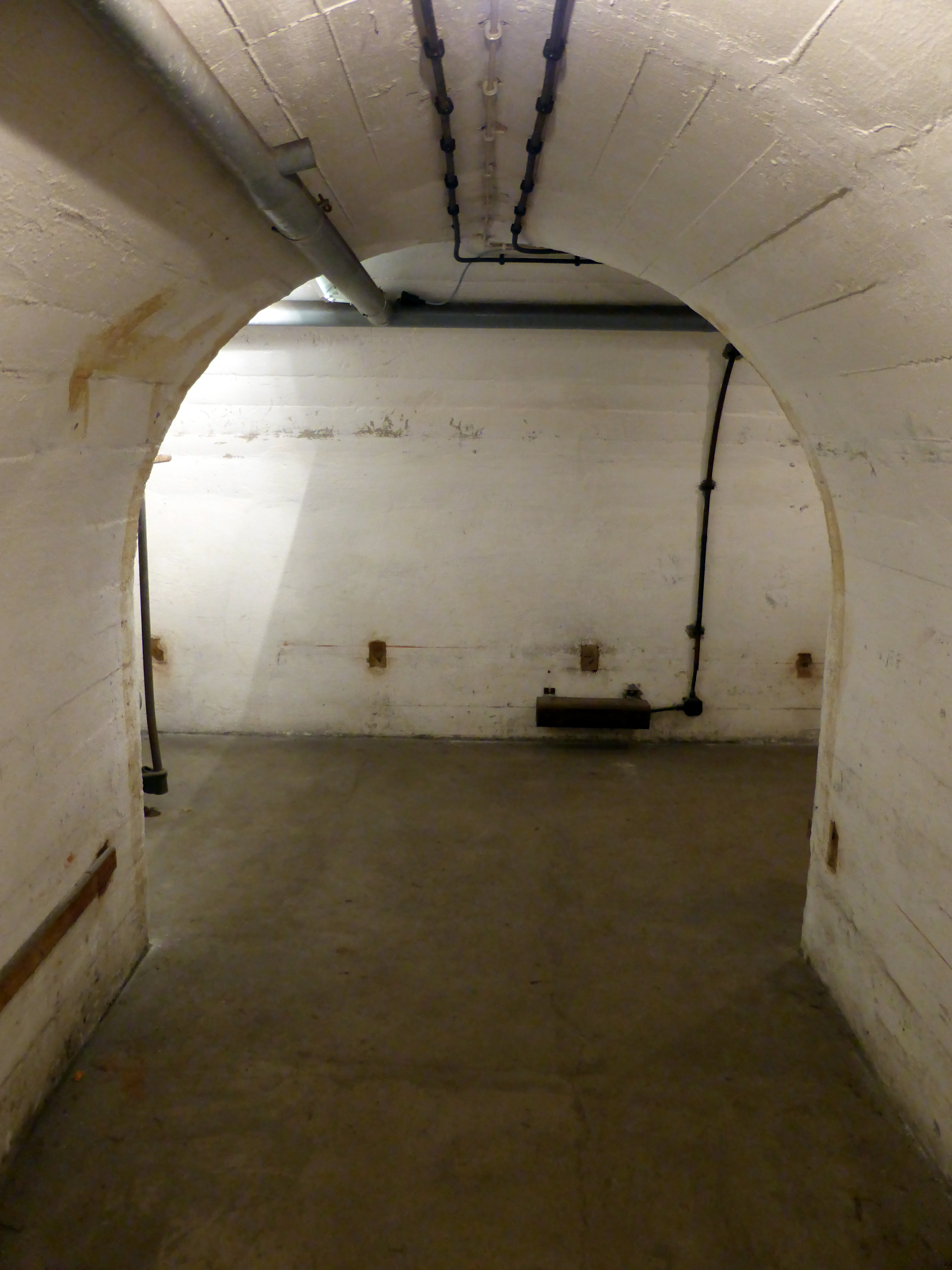
Bunkerröhre
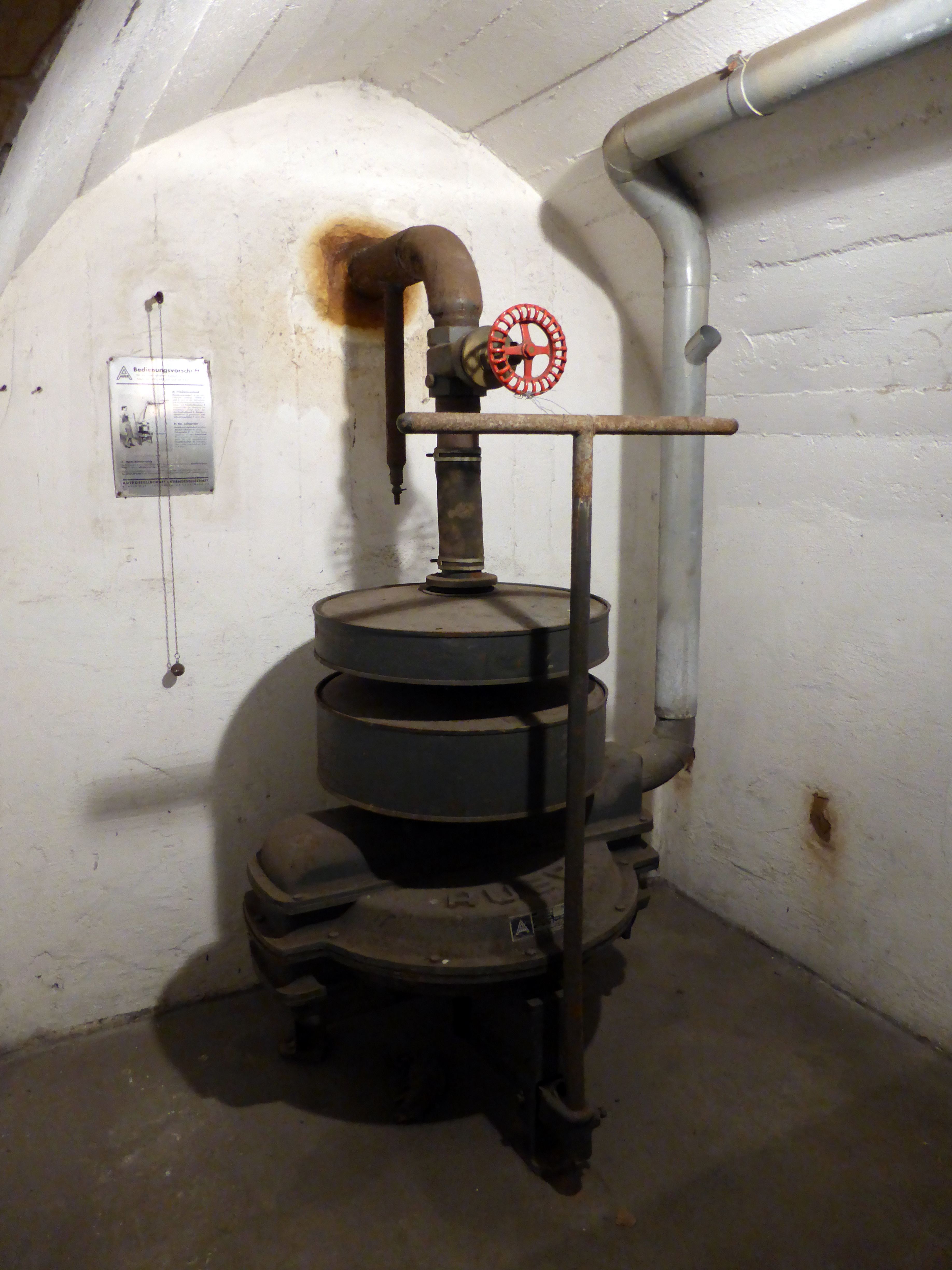
Auer Belüftungsanlage
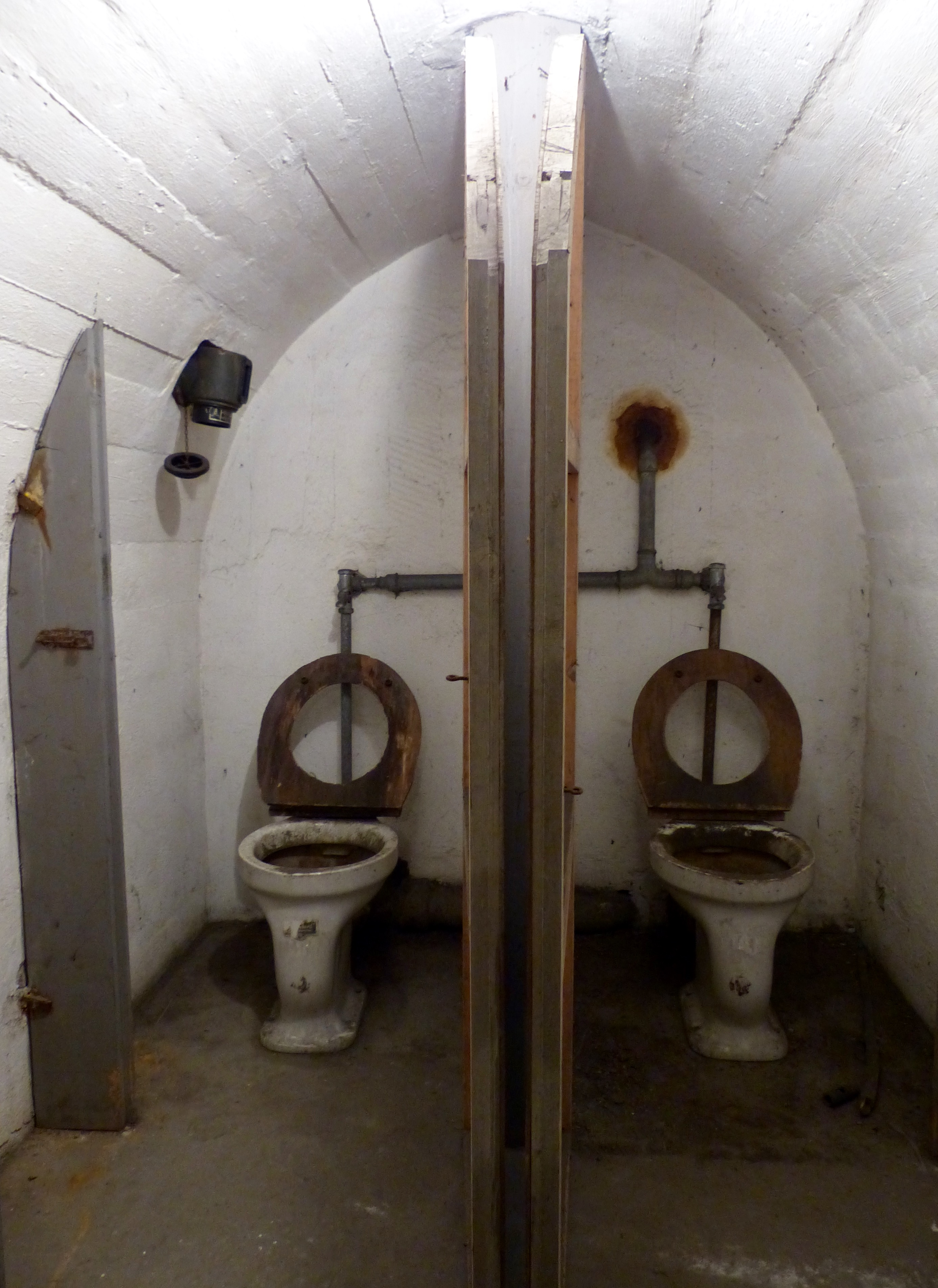
Toilettenanlage